# آسمان‌های آبی
آسمان‌های آبی (انگلیسی: Blue Skies) فیلمی در ژانر موزیکال به کارگردانی استارت هایسلر است که در سال ۱۹۴۶ منتشر شد.

## خلاصه فیلم
فیلم در قسمت‌هایی موزیکال و به‌وسیله فلش‌بک‌هایی داستان یک مثلث عشقی را روایت می‌کند...

## بازیگران
- بینگ کرازبی
- فرد آستر
- جوآن کالفیلد
- اولگا سن هوان
- فرانک فیلن
- ویکتوریا هورن
- بیلی د وولف